# Industria Italiana Autobus
Menarini S.p.A., nota fino al 16 ottobre 2024 come Industria Italiana Autobus o IIA, è un'azienda italiana, parte del gruppo Seri Industrial, attiva nella produzione di autobus e derivati con marchio Menarinibus.
È stata fondata nel 2014 da Finmeccanica e Tevere S.p.A. di Stefano Del Rosso con l'obiettivo di ereditare la produzione di BredaMenarinibus, King Long Italia e dello stabilimento Irisbus di Flumeri. Nel 2024 la maggioranza del capitale sociale è stato ceduto a Seri Industrial mentre lo Stato italiano ha mantenuto una partecipazione minoritaria attraverso Invitalia.
Ha sede legale a San Potito Sannitico e sedi operative a Bologna e Flumeri.

## Storia
Gli accordi preliminari per la costituzione della società furono presi a inizio 2014 nell'ambito dei piani di dismissione delle partecipate Irisbus, controllata da CNH Industrial, e BredaMenarinibus, controllata da Finmeccanica, entrambe attive nella produzione di autobus attraverso gli stabilimenti di Flumeri (Irisbus) e Bologna (BredaMenarinibus). Principale artefice della creazione della newco, che avrebbe ereditato le due aziende, è stato Stefano Del Rosso, amministratore delegato di King Long Italia (controllata da Tevere S.p.A.), costola italiana dell'omonimo gruppo cinese.
La società, in cui sono quindi confluite Irisbus, BredaMenarinibus e King Long Italia, è stata poi costituita ufficialmente a fine 2014 con un capitale sociale di 16,7 milioni di euro suddiviso tra Tevere, azionista di maggioranza con l'80%, e Finmeccanica, azionista di minoranza col rimanente 20%; poco dopo la fondazione fu formalizzata la cessione dei siti produttivi di Bologna e Flumeri, comprensivi dei circa 500 dipendenti impiegativi. L'azienda è divenuta operativa a partire dal 1º gennaio 2015.
Nel 2016, dopo appena un anno di attività, iniziò a delinearsi la prima crisi economica della neonata azienda, attenuata da un finanziamento di 25 milioni di euro, di cui 17,8 concessi da Invitalia, per la riattivazione dello stabilimento ex Irisbus di Flumeri, fermo dal 2011 e i cui 297 lavoratori risultavano in cassa integrazione; contestualmente è stato portato avanti un aumento di capitale pari a 9,2 milioni di euro, che hanno fatto scendere la quota detenuta da Finmeccanica al 15%. La crisi economica e in seguito produttiva è tuttavia proseguita fino al 2018, anno in cui si sono registrate anche numerose proteste e scioperi da parte dei lavoratori così come disdette degli ordini accumulati per mancato rispetto degli obblighi contrattuali. In merito a tale situazione è quindi intervenuto il Ministero dello sviluppo economico italiano, che aveva annunciato a luglio 2018 un piano di rilancio che prevedeva di ridurre le quote di Del Rosso al 49% e di suddividere il rimanente 51% tra Finmeccanica, Invitalia e l'imprenditore Valerio Gruppioni; pochi mesi dopo fu invece formalizzata la manifestazione d'interesse ad entrare nella compagine societaria di IIA del gruppo Ferrovie dello Stato Italiane, che avrebbe tuttavia rinunciato poco tempo dopo. In un successivo consiglio di amministrazione della società fu deliberata la cessione delle quote della Tevere (ex King Long Italia) di Del Rosso, pari all'83%, all'azienda turca Karsan, che fino al 2014 aveva prodotto modelli di autobus su licenza per BredaMenarinibus, per il 65% e a Leonardo (ex Finmeccanica) per il rimanente 18%.
I due soci, intenzionati fin da subito a ricapitalizzare la società, formalizzarono ad inizio 2019, insieme ad Invitalia, un aumento di capitale per 21 milioni di euro; la nuova compagine societaria delineata da questa operazione è stata così suddivisa: Invitalia al 29,95%, un socio privato al 29,95%, Leonardo al 20,07% e Karsan al 20,03%.
Il 19 giugno 2024 Seri Industrial, quotata sul mercato EXM di Borsa Italiana, ha annunciato l'acquisizione del 98% di Industria Italiana Autobus S.p.A. (IIA). L'operazione, finalizzata l'11 luglio 2024, mira a creare sinergie significative integrando la produzione di celle al litio di FIB S.p.A., controllata di Seri Industrial, nei veicoli di IIA. L'obiettivo è incentivare l'elettrificazione del trasporto pubblico, focalizzando la produzione di IIA sulla mobilità elettrica e integrando il pianale con batterie al litio, già in sviluppo da FIB, nei veicoli progettati e realizzati da IIA. A partire dal 16 ottobre 2024 l'azienda ha assunto il nome di Menarini.

## Marchi
L'azienda è proprietaria dei marchi Menarinibus e Padane.

### Menarinibus

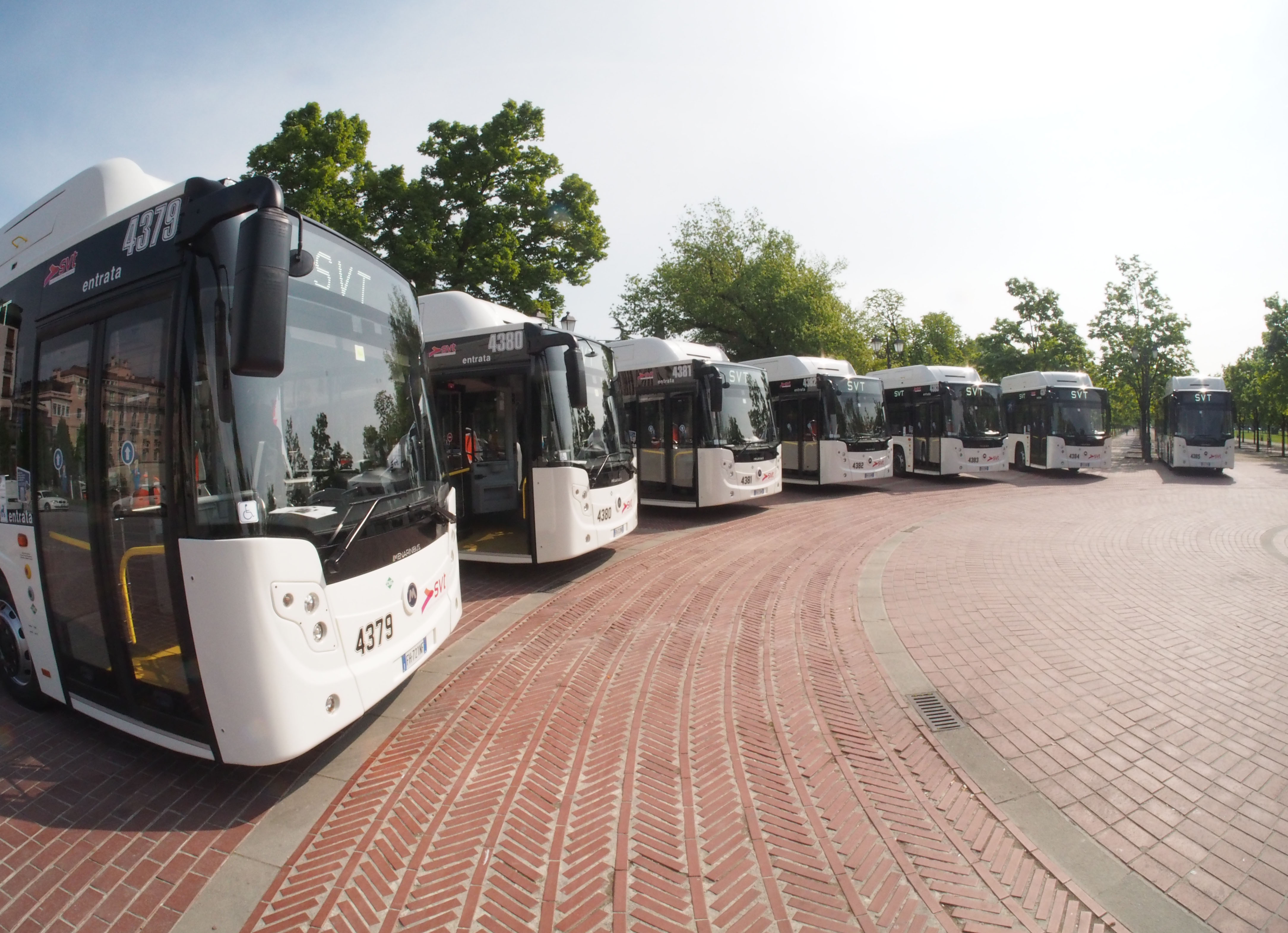
Menarinibus Citymood 12 CNG consegnati alla SVT di Vicenza.

La Carrozzeria Menarini venne fondata nel 1919 da Ettore Menarini. Confluita nel 1990 in BredaMenarinibus, ne è stato rispolverato il brand, impiegato da IIA per la commercializzazione di autobus Classe I e Classe II a pianale ribassato. Nel 2010 il costruttore turco Karsan acquisisce da BredaMenarinibus la licenza di produzione dei due modelli di autobus. La gamma è attualmente composta dal Vivacity e Citymood prodotti a Bologna e Flumeri nonché da Karsan nello stabilimento turco di Bursa.
- Vivacity
- Citymood

### Padane
Nell'ottobre 2016, in occasione della rassegna "Bus Expo" di Rimini, è stato presentato il progetto per un nuovo autobus interurbano, proposto con il marchio della storica carrozzeria modenese Officine Padane. Il mezzo, secondo il piano dell'azienda, dovrebbe essere prodotto esclusivamente nello stabilimento irpino di Flumeri.